# Monte Mayon

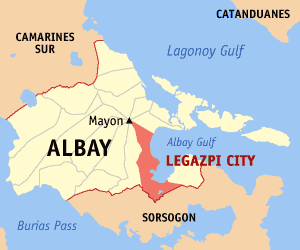
Questa cartina mostra la posizione del Mayon nella Provincia di Albay

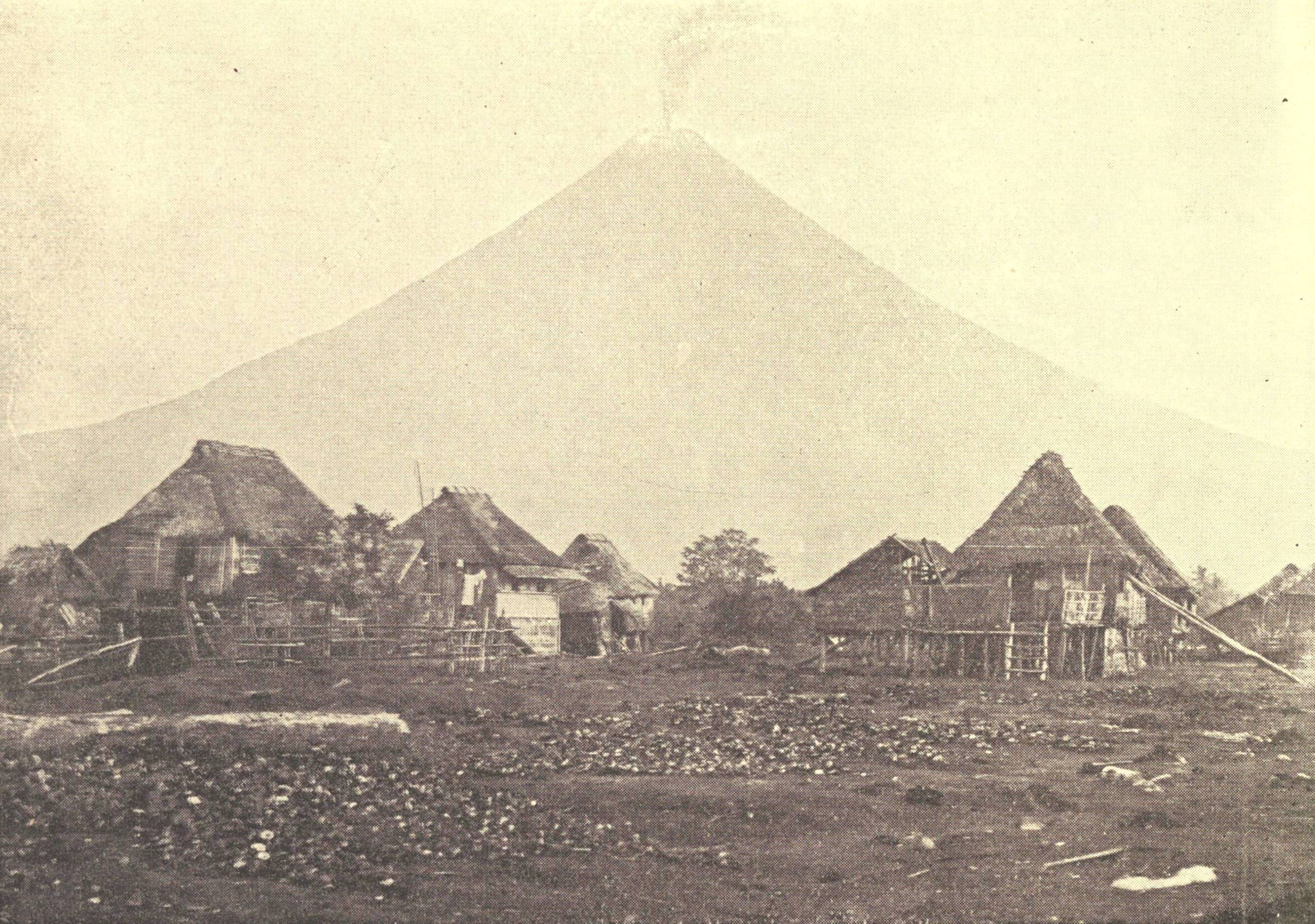
Foto del Mayon scattata nel 1899

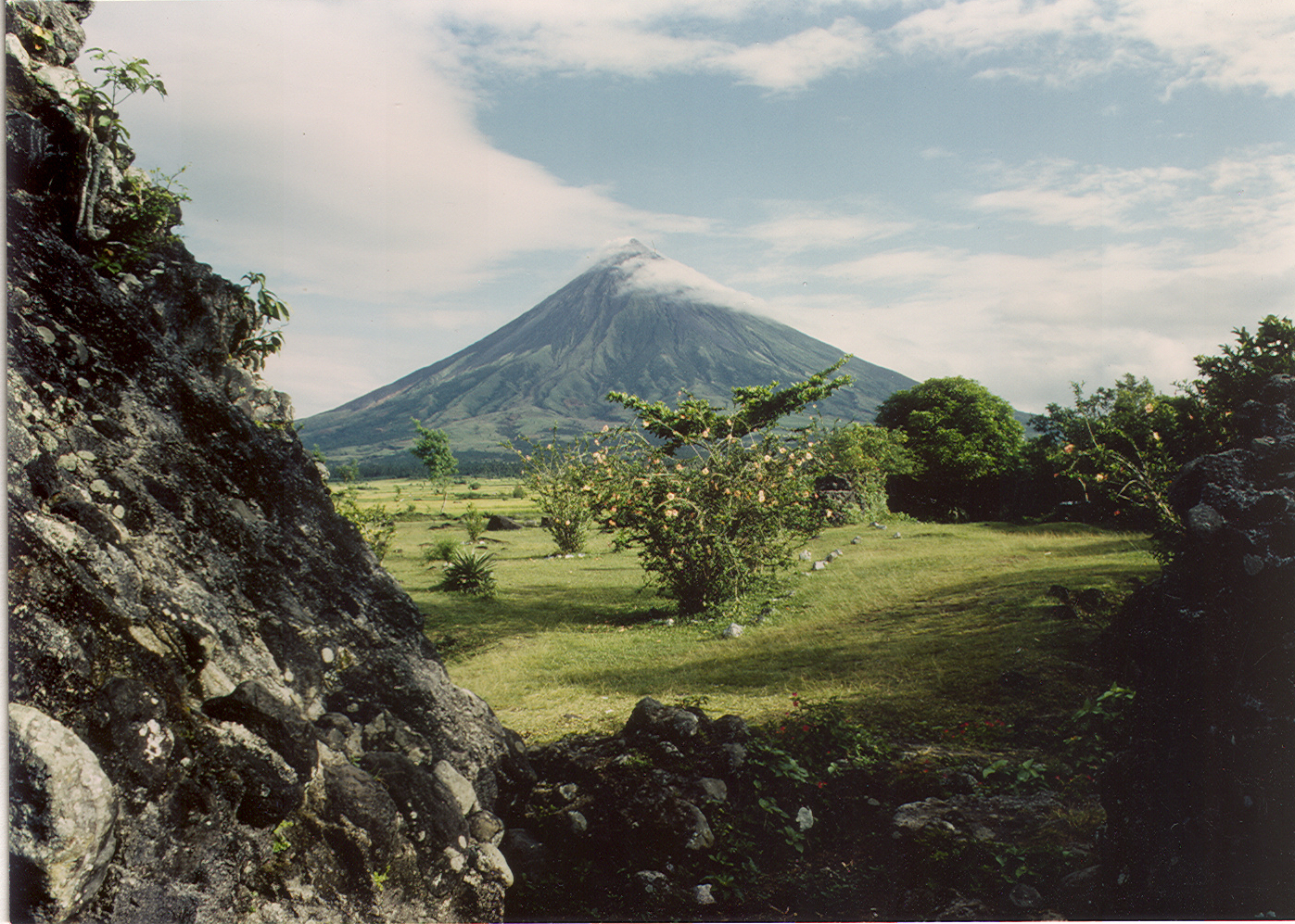
Il Mayon cinque mesi prima della violenta eruzione del 23 settembre 1984

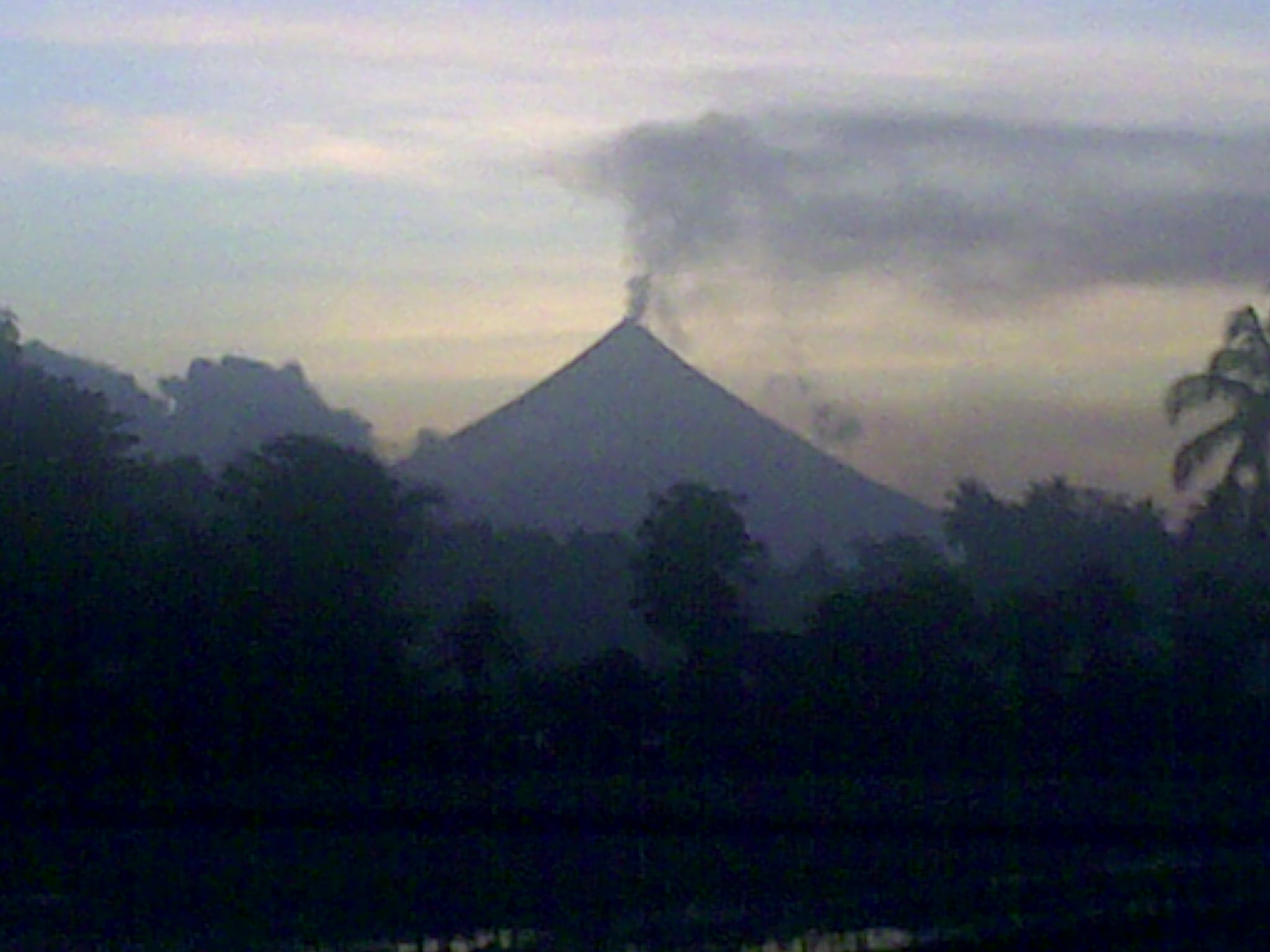
Il Mayon fotografato all'alba del 18 dicembre 2009 durante un'emissione di cenere vulcanica

Il Mayon (in bicolano: Bulkang Ma(ga)yon) è uno stratovulcano attivo situato nella Provincia di Albay, nella Regione di Bicol, sull'isola di Luzon, nelle Filippine e noto come "il cono perfetto" per via della forma conica regolare. Il nome del vulcano trae origine dal folklore locale associandolo alla leggenda della bellissima eroina Daragang Magayon.

## Geomorfologia
Il Mayon è uno stratovulcano attivo. Il cono che oggi si può vedere si è formato grazie alle colate piroclastiche e da eruzioni di lava in passato. Il Mayon è il più attivo dei vulcani attivi nelle Filippine, dopo aver eruttato circa 50 volte negli ultimi 400 anni.
Si trova sul lato orientale dell'isola di Luzon, presso la Fossa delle Filippine, che è la zona di subduzione in cui la Placca delle Filippine scivola sotto la Cintura Mobile delle Filippine. Nei casi in cui una placca continentale incontra una placca oceanica, il materiale più leggero (continentale) prevale sull'altro (oceanico), facendolo scivolare sotto di esso. Il magma, formato da rocce fuse, è costretto ad uscire in superficie attraverso una spaccatura della crosta terrestre. In questo caso è il Mayon.
Come i vulcani situati lungo il bordo dell'Oceano Pacifico, il Mayon fa parte della Cintura di fuoco.

## Localizzazione e formazione
Il Mayon è il punto di riferimento principale della Provincia di Albay. Dista 6 km dal Golfo di Albay. Si alza per 2.462 metri sopra il golfo.
È il vulcano più attivo delle Filippine, ed è considerato il vulcano più perfettamente formato del mondo per il suo cono simmetrico. Si tratta di un vulcano basaltico-andesitico.

## Eruzioni registrate
Il Mayon ha eruttato quarantanove volte nel corso della sua storia. La prima grande eruzione fu registrata nel 1616. La 48ª ed ultima grande eruzione non fu altro che una piccola effusione di lava che, però, si aggravò con l'arrivo del tifone Durian che provocò un lahar con le sue pesanti ed incessanti piogge. Attualmente, il vulcano è in fase di eruzione. Stavolta, però, si tratta di un'eruzione debole ma che potrebbe diventare più pericolosa.
D'altronde, l'eruzione più distruttiva del Mayon finora registrata resta quella del 1º febbraio 1814. La lava scorreva veloce ma non come scorreva durante l'eruzione del 1766. Il vulcano eruttò una quantità incredibile di cenere vulcanica e tefrite. Questa quantità bastò a ricoprire interamente la città di Daraga - solo il campanile della chiesa cittadina non fu sommerso. Gli alberi furono bruciati e i fiumi inquinati gravemente. Le aree nelle vicinanze furono anche loro sommerse dall'eruzione di cenere, che in alcune zone arrivò a 9 metri di profondità. 2 200 abitanti della provincia di Albay ritengono anche loro che quella sia stata l'eruzione più violenta del vulcano.
Invece, l'eruzione più lunga della storia di questo vulcano risale al 23 giugno 1897. L'eruzione trasformò la pioggia in fuoco e durò per sette giorni. La lava, ancora una volta, minacciava la popolazione. Circa undici Km a est, il villaggio di Bacacay fu sepolto da 15 metri di lava. In Libon, 100 persone morirono incendiate dal vapore. Altri villaggi come San Roque, Misericordia e Santo Niño diventarono deserti. La cenere si alzò in aria per 160 km. Morirono più di 400 persone.
Samuel Kneeland, professore e geologo, osservò l'attività vulcanica cinque mesi prima dell'eruzione. Kneeland descrisse così la bellezza del Mayon:
(Samuel Kneeland)
Nessuna vittima è stata registrata dal 1984, dopo che l'eruzione più di 73.000 persone sono state evacuate dalle zone di pericolo, come raccomandato dagli scienziati PHIVOLCS.
Flussi piroclastici hanno ucciso 77 persone, soprattutto gli agricoltori nella fatale eruzione del Mayon avvenuta nel 1993.
Il 20 dicembre 2009, l'Istituto Filippino di Vulcanologia e Sismologia (abbreviato in inglese con la sigla PHIVOLCS) ha lanciato uno stato di allerta a causa di un flusso di lava sul versante meridionale del vulcano e un aumento delle emissioni di biossido di zolfo fino a 750 tonnellate al giorno. In questi giorni, sono stati registrati circa 460 terremoti nella zona del vulcano. Nella zona più a rischio, il rombo del vulcano è talmente forte da sembrare un tuono. Oltre 47.000 persone (circa 9.000 famiglie) hanno ricevuto l'ordine di evacuazione dal governo filippino. L'accesso nella zona è stato vietato dal governo. La distanza minima consentita è di 8 km, oltre ci sono delle transenne controllate severamente dalle forze armate che hanno il compito di mantenere la regola del no-go (tradotto significa non-andare) per evitare danni, morti o feriti.
Nel maggio 2013 un gruppo di escursionisti accompagnati da una guida locale viene investito da una eruzione freatica improvvisa del vulcano definita come "attività eruttiva normale" da parte del direttore del Philippine Institute of Volcanology and Seismology, Renato Solidum: 5 escursionisti, fra cui tre cittadini tedeschi, perdono la vita
Il 13 ottobre 2008 è stato incluso nella lista delle probabili Nuove sette meraviglie della natura. Tuttavia, non essendo entrato nella Top 25 delle finaliste al concorso, ha dovuto lasciare spazio al Parco nazionale del fiume sotterraneo Puerto-Princesa.